# Delsbo
Delsbo is een plaats in de gemeente Hudiksvall in het landschap Hälsingland en de provincie Gävleborgs län in Zweden. De plaats heeft 2189 inwoners en een oppervlakte van 285 hectare.
Delsbo ligt 33 kilometer ten westen van Hudiksvall en is vooral bekend van het volksmuziekfestival (Delsbostämman) dat jaarlijks op de eerste zondag van juli gehouden wordt. Het festival wordt gehouden op de Delsbo Forngård.

## Verkeer en vervoer
Bij de plaats lopen de Riksväg 84 en Länsväg 305.

## Geboren
- Ebba Andersson (1997), langlaufster